# Toro kernel
Toro es un núcleo de sistema operativo para computadoras desarrollado por Matias E. Vara, escrito en lenguaje Pascal y ensamblador.

## Características
Toro consiste en un núcleo monolítico que únicamente funciona sobre arquitecturas x86, soporta multitarea, paginación y segmentación de memoria.
Implementa la mayoría de las funciones de los sistemas operativos modernos. Posee un planificador a través de los algoritmos FIFO y Round-Robin.
Implementa un sistema de archivos a través de inodos, posee un buffer-caché.
La entrada y la salida se realizan a través del sistema de archivos, implementando un sistema de archivos virtual similar al de Linux. Se cuenta con controladores para disqueteras, discos duros, tty y teclado.
El arranque se realiza a través de un disquete de 3 1/2 utilizando el gestor de arranque GRUB.

## Historia
Empezó el desarrollo a finales de 2003 utilizando el compilador Free Pascal.